# Amsterdam (Schiff, 1749)
Die Amsterdam war ein Handelsschiff des 18. Jahrhunderts unter der Flagge der Niederländischen Ostindien-Kompanie (V.O.C.).
Das Schiff begann seine Jungfernfahrt am 8. Januar 1749 von Texel nach Batavia, geriet jedoch am 26. Januar 1749 in einen Sturm in der Nordsee und lief an der englischen Küste auf Grund. Hier musste es aufgegeben werden. Das Wrack wurde 1969 in der Nähe der Stadt Hastings wiederentdeckt und stellt das besterhaltene Wrack eines V.O.C-Schiffes dar; es ragt bei extremem Niedrigwasser aus dem es umgebenden Schlick gut sichtbar heraus. Einige der Wrackteile sind im Schiffswrackmuseum (Shipwreck and Coastal Heritage Centre) in Hastings ausgestellt. 1985 bis 1990 wurde eine Replik des Schiffes in den Niederlanden gebaut, die heute als Teil des Amsterdamer Schifffahrtsmuseums besichtigt werden kann.

## Das VOC-SchiffAmsterdam
Die Amsterdam war ein Ostindienfahrer (niederländisch: Spiegelretourschip), der für den Transport von Gütern zwischen der Republik der Sieben Vereinigten Provinzen und den Siedlungen, Städten und Festungen der Niederländischen Ostindien-Kompanie (V.O.C) vorgesehen war. Auf dem Hinweg transportierten die Schiffe in der Regel Waffen und Backsteine für die Siedlungen und Festungen sowie Silber- und Goldmünzen für den Erwerb von asiatischen Gütern. Auf dem Rückweg in Richtung Europa wurden Gewürze, Textilien und chinesische Keramikartikel transportiert. In beide Richtungen wurden zudem Kleidung, Werkzeug für die Segler und Soldaten befördert. Auf dem Hinweg befanden sich etwa 240 Personen an Bord des Schiffes – auf dem Rückweg dann nur noch 70 Personen.
Die Amsterdam wurde auf der Amsterdamer Werft der V.O.C. aus Eichenholz gebaut.

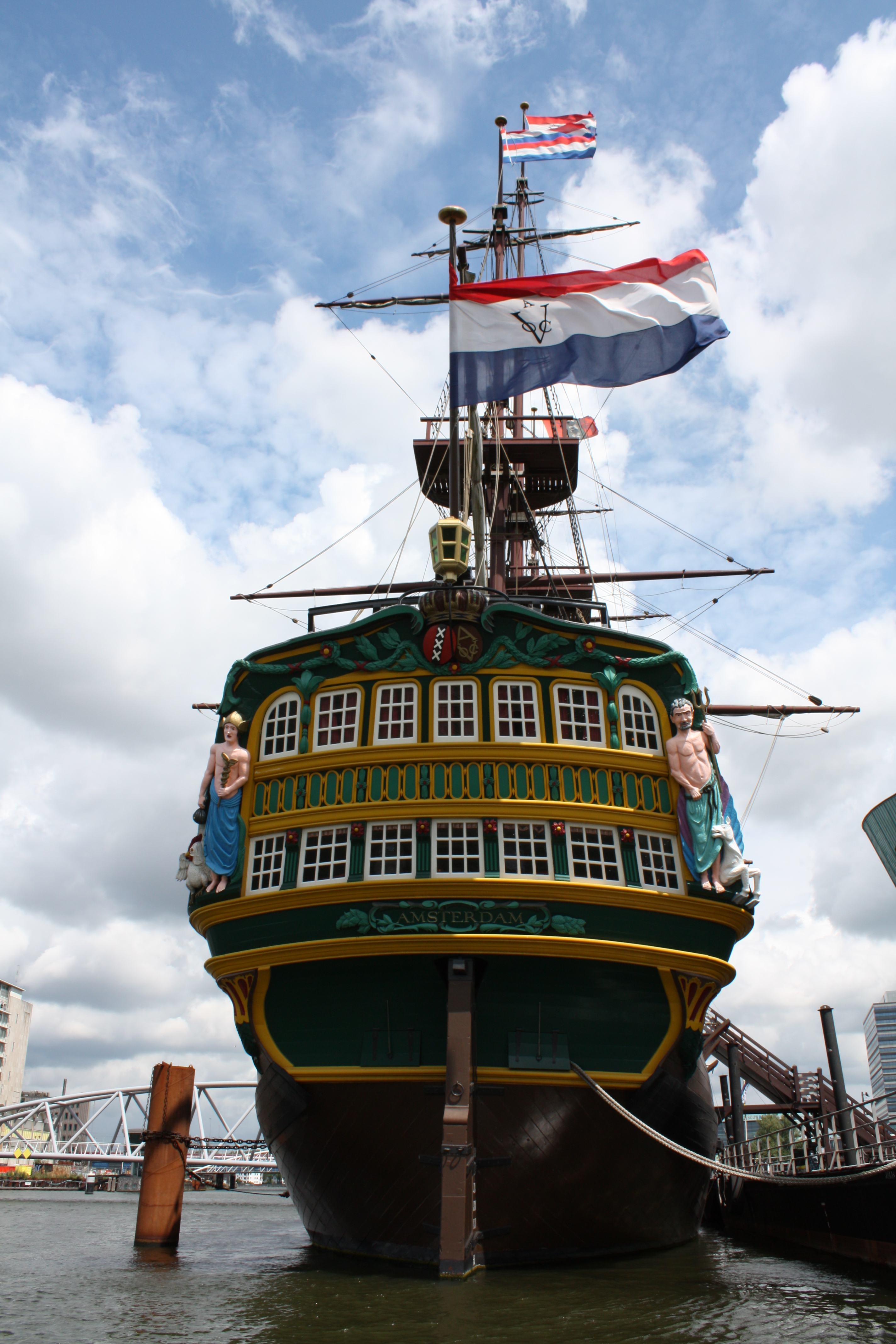
Heckansicht der Amsterdam

## Die Jungfernfahrt 1749
Die Jungfernfahrt der Amsterdam sollte von der Insel Texel aus nach Batavia  gehen. Das Schiff wurde bei dieser Fahrt vom 33 Jahre alten Kapitän Willem Klump kommandiert und war mit Textilien, Wein, Steinballast, Kanonen, Papier, Schreibzeug, Pfeifen, Hausgütern und 27 Kommoden voll Silbergulden beladen.
Am 15. November 1748 unternahm das Schiff einen ersten Auslaufversuch, der jedoch vier Tage später wieder aufgegeben wurde. Auch der zweite Auslaufversuch am 6. Dezember 1748 scheiterte, so dass die Reise schließlich erst am 8. Januar 1749 begonnen werden konnte. Die Amsterdam geriet dabei im Ärmelkanal in einen starken Sturm aus westlicher Richtung. Für einige Tage kam sie nicht weiter als Beachy Head nahe Eastbourne. Schließlich brach in dieser Zeit auch noch die Pest an Bord aus, so dass es schließlich zu einer Meuterei kam. Als dann auch noch das Ruder brach, trieb das Schiff hilflos im Sturm. Kapitän Klump entschied sich daraufhin, das Schiff an der englischen Küste auf Grund laufen zu lassen, um die Ladung nicht zu gefährden. In der Bulverhythe Bay strandete es schließlich am 26. Januar 1749 etwa 5 km westlich von Hastings.
Die Amsterdam versank dabei offenbar so schnell im Schlick, dass sie nicht mehr geborgen werden konnte. Teile der Fracht, darunter auch Silbermünzen, wurden von den örtlichen Behörden zur Vermögenssicherung für die V.O.C. beschlagnahmt. Einige Plünderungen fanden trotzdem statt, so dass schließlich sogar englische Truppen einschreiten mussten, um die Lage rund um das gestrandete Schiff zu normalisieren. Die Schiffsbesatzung wurde vor Ort betreut, bevor sie in die Heimat zurückgelangte.

## Das Wrack derAmsterdam

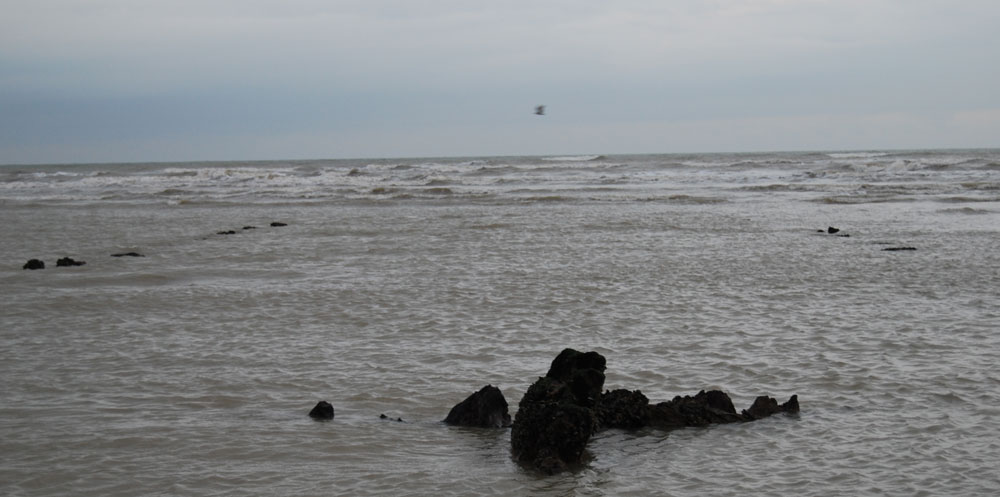
Die Wrackstelle in England

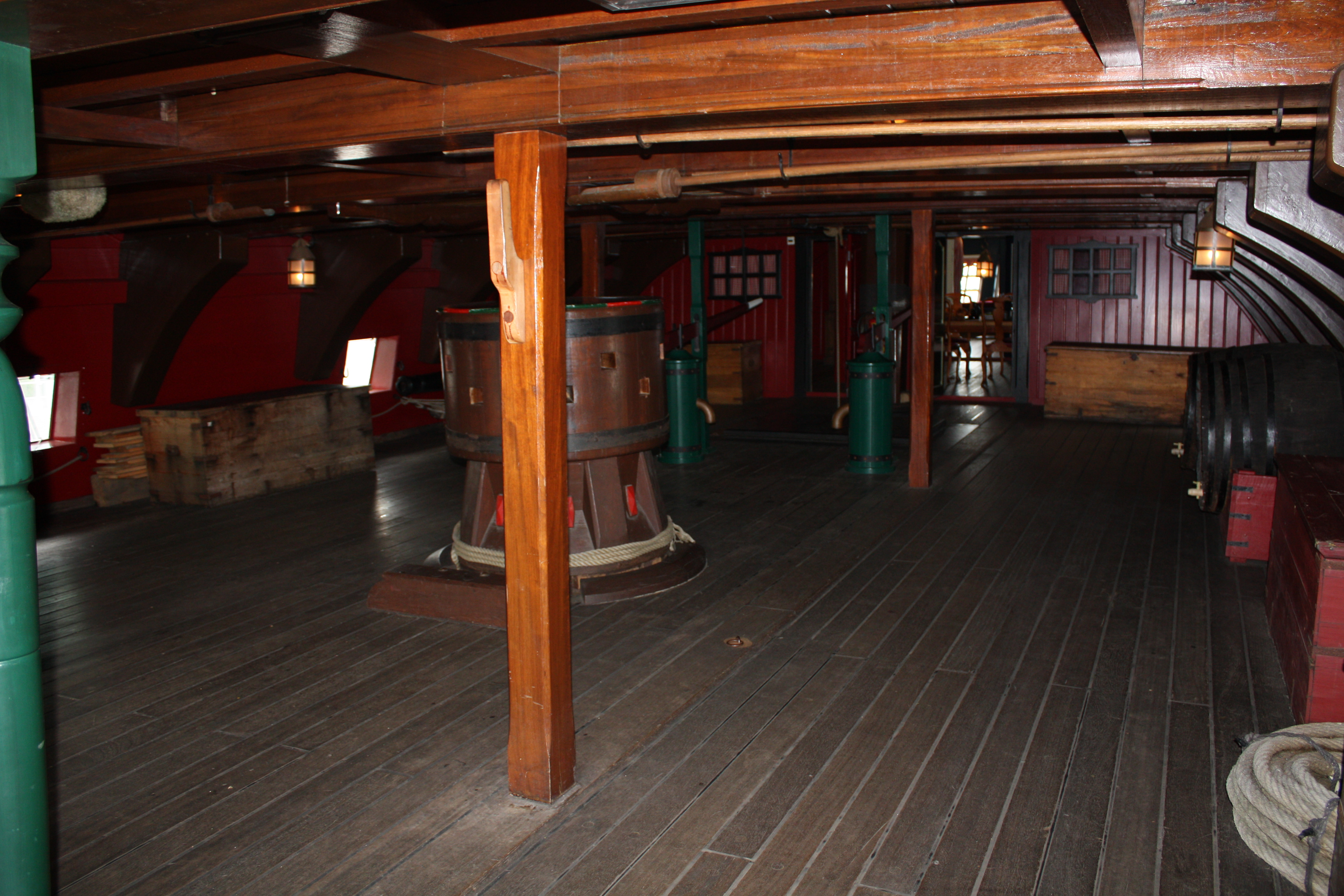
Das Bootsdeck

1969 wurde das Wrack der Amsterdam auf Position 50° 50′ 41,8″ N, 0° 31′ 39″ O entdeckt, als es bei einer sehr niedrigen Springebbe freigelegt wurde. Es ist das am besten erhaltene V.O.C.-Schiff, das jemals gefunden wurde. Der Archäologe Peter Marsden übernahm die erste Vermessung und strengte die weitere Freilegung an.
Die VOC Ship Amsterdam Foundation startete erste Recherchen bezüglich des Wracks, denen 1984, 1985 und 1986 weitere Freilegungstätigkeiten folgten. Hierbei wurden etliche Artefakte gefunden. Trotz alledem ist das Wrack eingeschlossen im Sand und Schlick des Strandes. Der Großteil der Freilegungen wurde von Tauchern übernommen, für die ein kleiner Turm in der Nähe des verunglückten Schiffes gebaut wurde. Ergänzend wurde es mit einem Eisenkonstrukt eingerahmt. Einige Artefakte sind im Shipwreck and Coastal Heritage Centre in Hastings (East Sussex) ausgestellt. Die Strandungsstelle selber ist rechtlich geschützt, so dass sowohl das Tauchen in unmittelbarer Nähe wie auch das Entnehmen von Artefakten oder Holzteilen unter Strafe gestellt ist. Die ehemalige Amsterdam kann nur „besichtigt“ werden, wenn bei sehr niedrigen Tiden Teile der eingesackten Hölzer vom Wasser freigegeben werden. Es gab vor einigen Jahren Hoffnungen, dass das Wrack aufgrund seines gut erhaltenen Zustandes geborgen und wie die Schiffswracks der Vasa oder der Mary Rose ausgestellt werden könne, aber die Mittel hierfür konnten nicht aufgebracht werden. Viele Decks und ein Großteil des Bugs liegen verdeckt, aber gut erhalten im Schlick; dieser konserviert das Wrack auf natürliche Weise. Ein Großteil des Frachtgutes ist ebenfalls noch im Wrack eingeschlossen.

## Der Nachbau
Ein Nachbau des Schiffes wurde zwischen 1985 und 1990 in den Niederlanden von etwa 400 Freiwilligen nach den Plänen der ursprünglichen Amsterdam gezimmert, ist jedoch in vielen Punkten historisch unkorrekt. Die Handwerker benutzten dabei Iroko-Holz für den Rumpf und orientierten sich an Schiffsbautechniken des 18. Jahrhunderts. Außerdem mussten aufgrund heutiger Schiffsbauvorschriften einige Modifikationen vorgenommen werden: Neben der Benutzung von Tropenholz statt Eiche für die Hülle und die Decks wurde die Deckshöhe angepasst, so dass man nahezu aufrecht stehen kann. Die Spanten wurden darüber hinaus verklebt und die Leitern wurden durch Treppenkonstruktionen ersetzt. 
Das Schiff wurde nach Amsterdam überführt und ist hier nahe dem Amsterdamer Schifffahrtsmuseum festgemacht; es kann als Museumsschiff besichtigt werden. (Lage:
52° 22′ 21″ N, 4° 54′ 51,5″ O)